# Boursin (Pas-de-Calais)
Boursin ist eine französische Gemeinde mit 242 Einwohnern (Stand: 1. Januar 2022) im Département Pas-de-Calais in der Region Hauts-de-France; sie gehört zum Arrondissement Calais und zum Kanton Calais-2.

## Geografie
Die Gemeinde Boursin liegt im Regionalen Naturpark Caps et Marais d’Opale, etwa 19 Kilometer südlich von Calais und 16 Kilometer ostnordöstlich von Boulogne-sur-Mer.
Umgeben wird Boursin von den Nachbargemeinden Hardinghen im Norden, Alembon  im Osten, Colembert im Süden, Belle-et-Houllefort im Südwesten sowie Rety im Westen und Nordwesten.

## Bevölkerungsentwicklung
| Jahr                       | 1962 | 1968 | 1975 | 1982 | 1990 | 1999 | 2006 | 2012 | 2021 |
| -------------------------- | ---- | ---- | ---- | ---- | ---- | ---- | ---- | ---- | ---- |
| Einwohner                  | 183  | 168  | 156  | 158  | 157  | 182  | 236  | 272  | 242  |
| Quellen: Cassini und INSEE |      |      |      |      |      |      |      |      |      |

## Sehenswürdigkeiten
- Kirche Saint-Lambert aus dem 19. Jahrhundert
- Museum Laure-Anis
- Wasserturm

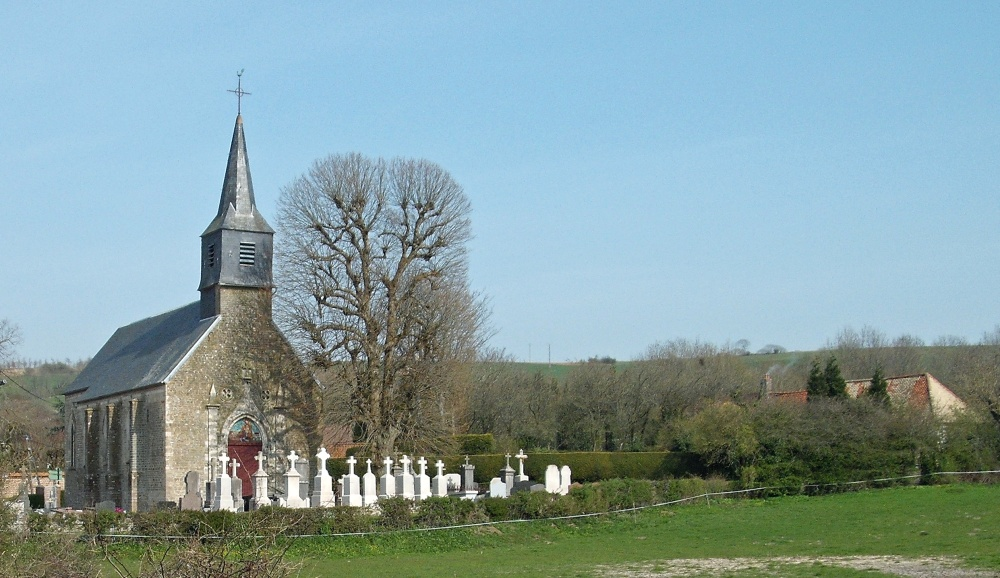
Kirche Saint-Lambert
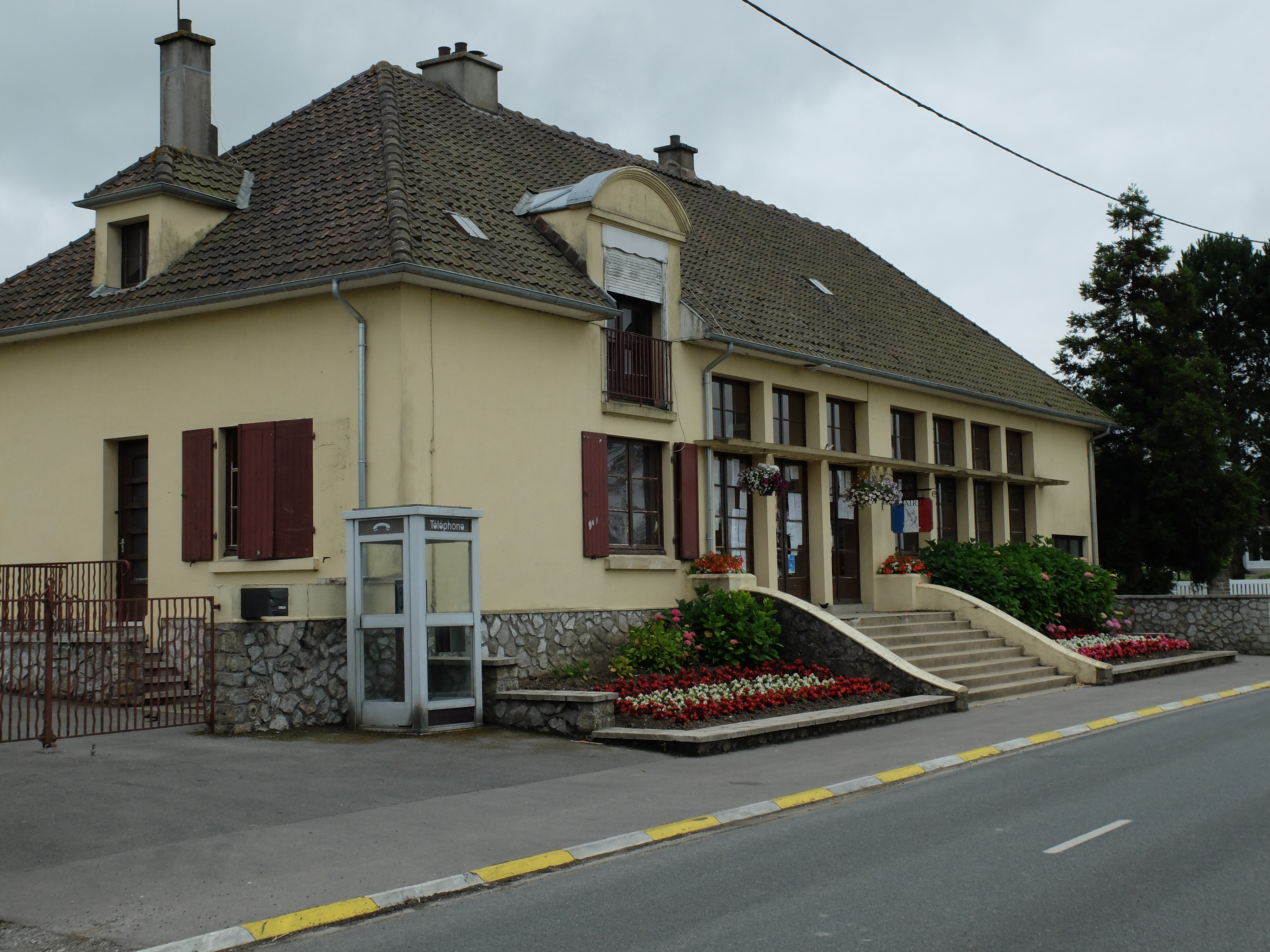
Mairie Boursin